# Planetárium (film)
Planetárium (v originále Planetarium) je francouzský hraný film z roku 2016, který režírovala Rebecca Zlotowski podle vlastního scénáře. Snímek měl světovou premiéru na filmovém festivalu v Benátkách dne 8. září 2016.

## Děj
Paříž, konec 30. let. Kate a Laura Barlowové, dvě mladá americká média, která končí své světové turné. Filmový producent André Korben, fascinován jejich talentem, si je najme, aby si zahrály v jeho  ambiciózním filmu.

## Obsazení
| Natalie Portmanová | Laura Barlow   |
| Lily-Rose Depp     | Kate Barlow    |
| Emmanuel Salinger  | André Korben   |
| Pierre Salvadori   | André Servier  |
| Louis Garrel       | Fernand Prouvé |
| Amira Casar        | Eva Saïd       |
| Damien Chapelle    | Louis          |

## Ocenění
- César: nominace v kategorii nejlepší výprava (Katia Wyszkop)